# قانون‌شکنان (فیلم ۲۰۲۳)
قانون شکنان (انگلیسی: The Out-Laws) یک فیلم کمدی-جنایی آمریکایی به کارگردانی تایلر اسپندل با بازی آدام دیواین، پیرس برازنان، الن بارکین، نینا دوبرو، مایکل روکر، پورنا جاگاناتان، جولی هاگرتی، ریچارد کایند، لیل رل هاوری و بلیک اندرسون است.
این فیلم توسط نتفلیکس در سال ۲۰۲۳ منتشر شد.

## داستان
این فیلم دربارهٔ یک مدیر بانک به نام اوون است که بانک او توسط گروهی بدنام از تبهکاران معروف به راهزنان ارواح نگهداری می‌شود. این سرقت در هفته عروسی او اتفاق می‌افتد و برخی شاخص‌ها او را به این باور می‌رساند که گروه سارقان بانک در واقع ممکن است والدین همسر آینده او باشند که به تازگی وارد شهر شده‌اند.

## تولید
فیلمبرداری در ۲۲ اکتبر ۲۰۲۱ در آتلانتا، جورجیا آغاز شد و تا ۱۸ دسامبر ادامه داشت.